# Lucius Valerius Flaccus (consul in 152 v.Chr.)
Lucius Valerius Flaccus was een Romeins politicus uit de 2e eeuw v.Chr. Hij was mogelijk de zoon van Lucius Valerius Flaccus, die consul was in 195 v.Chr. Valerius Flaccus was zelf consul in 152 v.Chr., samen met Marcus Claudius Marcellus.